# Lagina (Karien)
Koordinaten: 37° 23′ N, 28° 2′ O
Lagina war ein antiker Ort in Karien, der über ein bedeutendes Heiligtum der Hekate verfügte. Er lag beim heutigen Turgut, 15 Kilometer nordwestlich von Yatağan in der türkischen Provinz Muğla.
Lagina gehörte zum Territorium von Stratonikeia, mit dem es durch eine Prozessionsstraße verbunden war. Der Tempel stammt vermutlich aus dem 2. Jahrhundert v. Chr. 34 Reliefplatten des Gebälkfrieses befinden sich heute im Archäologischen Museum Istanbul.

## Hekataion
Der Tempel der Hekate, der noch zu Zeiten Strabons (XIV 2, 25) berühmt war, erhob sich in einem weitläufigen, von dorischen Säulenhallen umgebenen heiligen Bereich (Temenos). Der relativ kleine Pseudodipteros von 8 × 11 Säulen ruht auf einer 5-stufigen Krepis. Der nur knapp 7 × 8 m großen Cella war eine fast 6 m tiefe Vorhalle, Pronaos, vorgeschaltet, von deren Antenpfeilern ein Kapitell erhalten ist. Die Säulen der Ringhalle, Peristasis, standen auf attischen Basen mit untergeschobenen Plinthen. Die Kapitelle der Peristasis waren korinthischer Ordnung im Normaltypus. Der 68 cm hohe Architrav hatte an der Unterseite eine astragalgesäumte Soffitte. Außen- und Innenseiten waren mit zwei Faszien verziert. Darüber folgte der mit 93 cm verhältnismäßig hohe Fries. Vom Fries sind 34 Platten mit über 200 dargestellten Figuren bekannt. Es handelt sich um den letzten in Kleinasien an einem Tempel verbauten Figurenfries. Er stellt unter anderem einen Vertrags- oder Friedensschluss zwischen Römern und Griechen oder kleinasiatischen Völkern dar. Geison, Sima und Giebel sind nicht erhalten.
An Antenstirn und Cellawand waren zwei Inschriften angebracht. Bei der Inschrift auf der Cellawand handelt es sich um ein Senatus consultum von 81 v. Chr. Es behandelt unter anderem Vertragserneuerungen zwischen Rom und Stratonikeia und die Verleihung der Asylie an das Hekateheiligtum durch Rom. Die Inschrift auf der Ante ist ein Volksbeschluss. Auf welche historischen Ereignisse der Volksbeschluss anspielt, ist nicht mit letzter Gewissheit zu klären.
Der Tempel hatte wohl zwei Bauphasen. Die erste im letzten Drittel des 2. Jahrhunderts v. Chr., die zweite um 80 v. Chr. In trajanischer Zeit wurde das Heiligtum an drei Seiten mit einer Säulenhalle umgeben und mit einem Propylon versehen, das einen nach außen gerundeten Stufenaufgang hatte. Sie ergänzten wohl eine ältere Halle an der Westseite.

Bilder
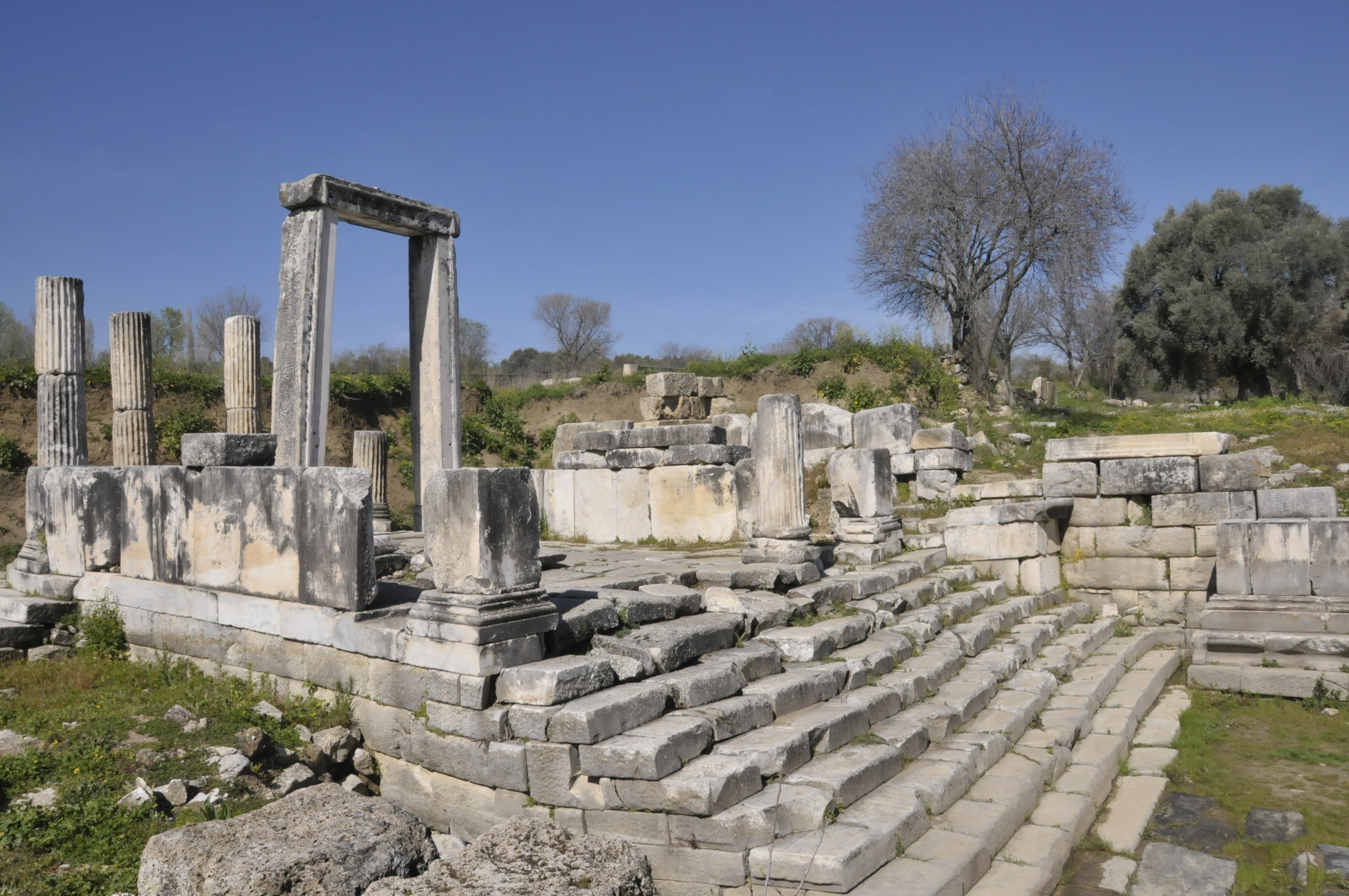
Propylon
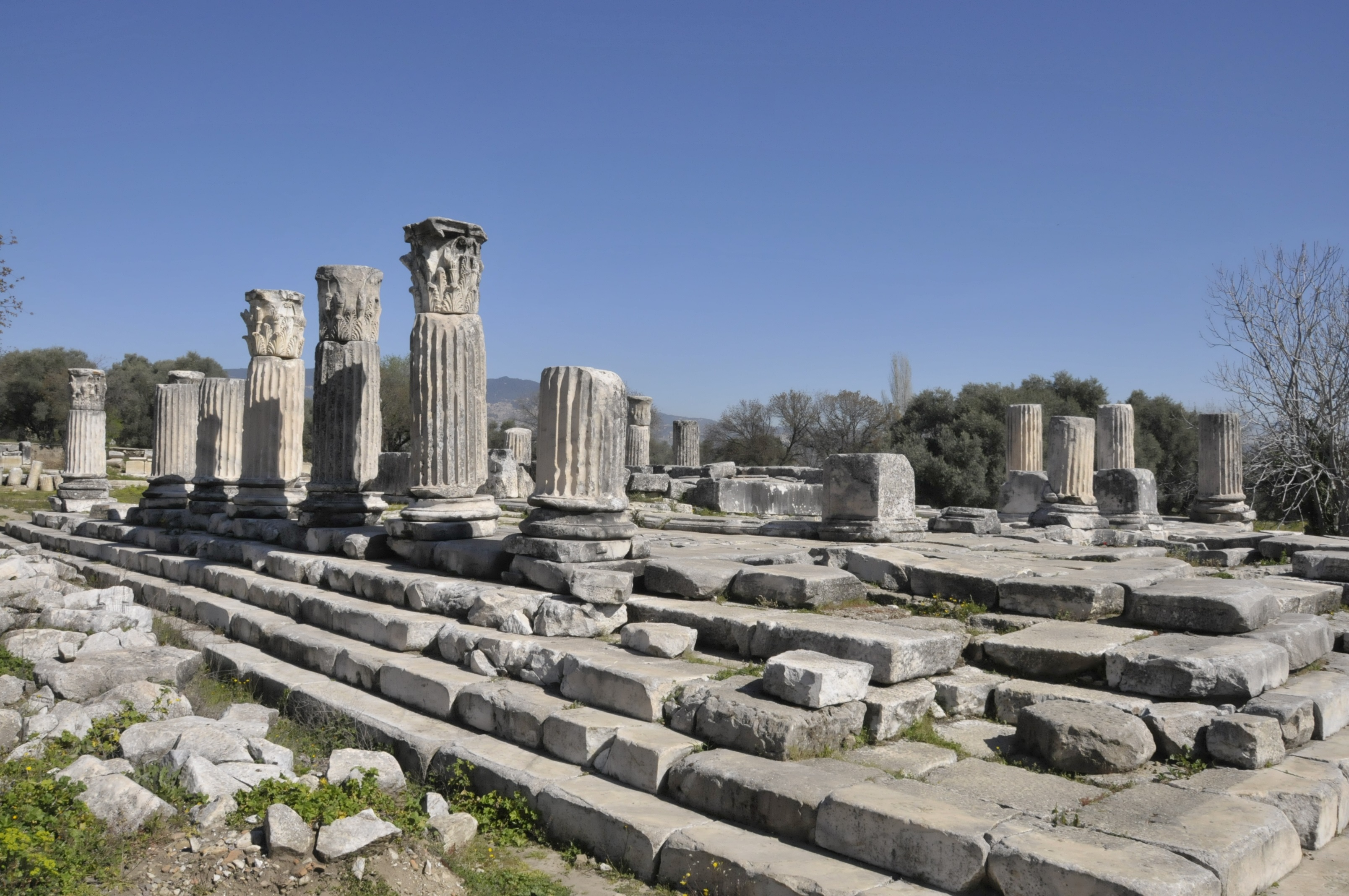
Hekatetempel
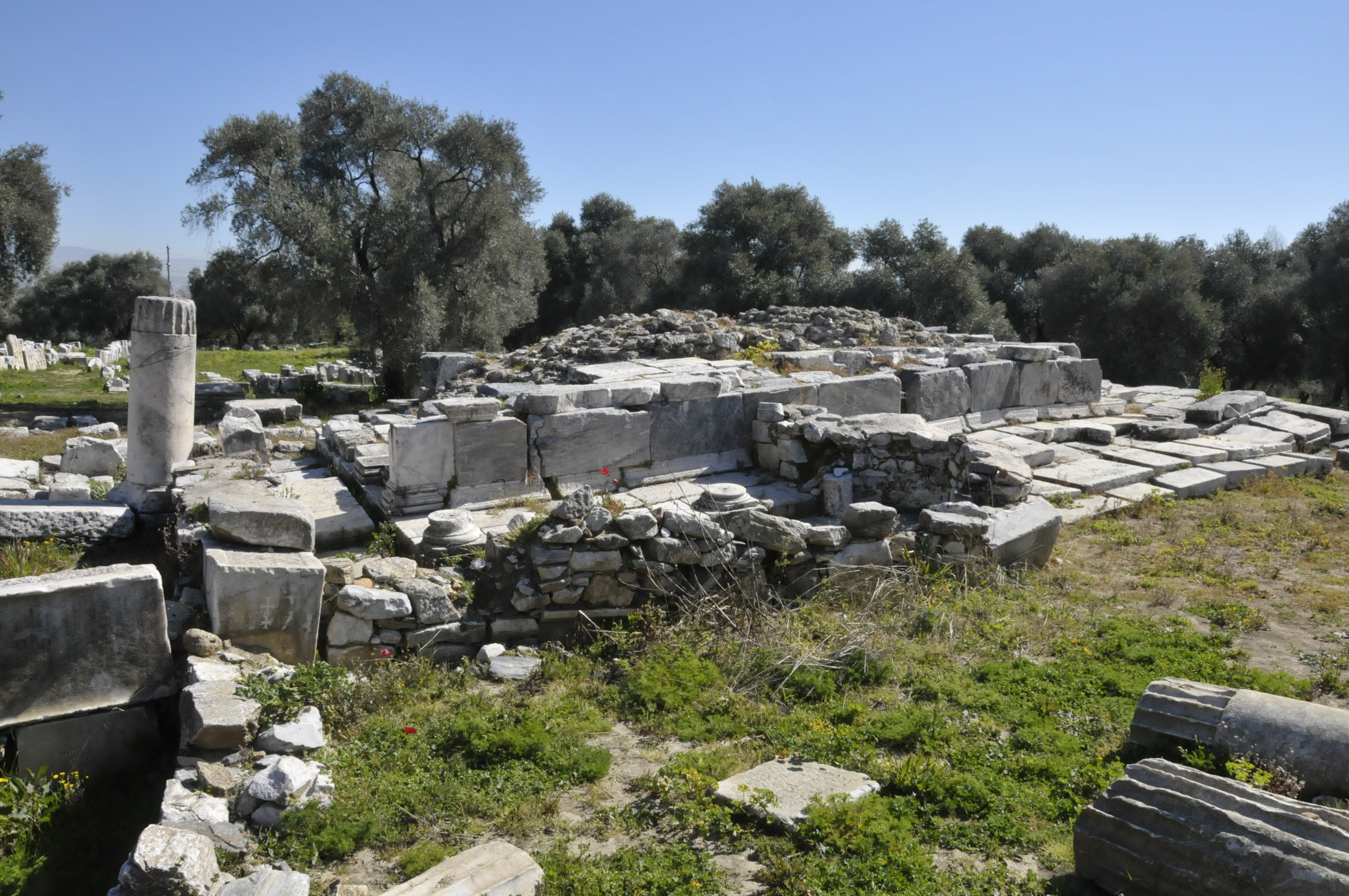
Altarbereich
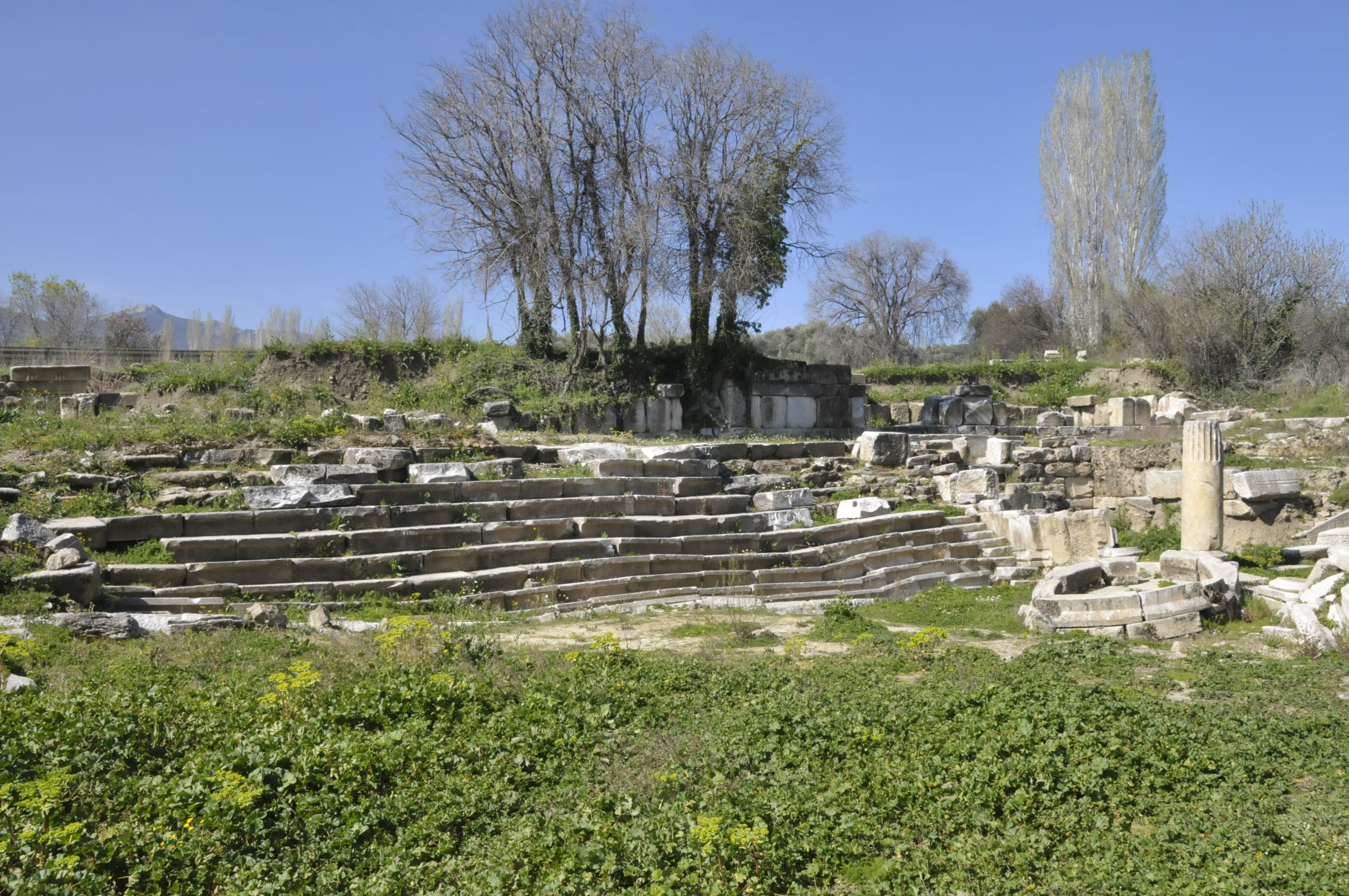
Sitzreihen für die Besucher